# Енергія (Южноукраїнськ)
«Енергія» — колишній український футбольний клуб з міста Южноукраїнська Миколаївської області. Існував з 1990 по 2008 роки.

## Хронологія назв

Колишня емблема

- 1990 — 1995: «Олімпія»
- 1995 — 2005: «Олімпія ФК АЕС»
- 2005 — 2008: «Енергія»

## Історія
Футбольний клуб був організований при Південноукраїнській АЕС. Офіційною датою створення клубу є 1 вересня 1990 року. Вперше команда «Олімпія» з Южноукраїнська засвітилася на всеукраїнській арені в 1991 році. Тоді клуб дебютував у розіграші чемпіонату України серед КФК. «Олімпія» виступила в третій зоні і завершила турнір на 13-му місці (+ 7 = 5-16, м'ячі 32-46, 21 очко). У тому ж сезоні южноукраїнці вперше стали чемпіонами області та завоювали кубок, розгромивши у фіналі миколаївський «Торпедо» на його полі — 6:0. «Олімпія» також стала переможницею 2-ї спартакіади команд атомних станцій СРСР.
У 1995 році клуб отримав професіональний статус. Тоді ФК «Олімпія ФК АЕС» (Южноукраїнськ) об'єднався з ФК «Артанія» (Очаків) під власною назвою, та зайняв місце «Артанії» у другій лізі сезону 1995/1996 років. 12-те місце «Енергії» в сезоні 2007/08 років віце-президент клубу Олег Недяк назвав провальним. Фінансування з боку Південноукраїнської АЕС практично припинилося. Щоб зберегти команду, розглядалися два варіанти. Один з них полягав у тому, щоб перевести її в першу лігу чемпіонату України з футзалу, оскільки в цьому випадку витрати на утримання зменшаться вдвічі. Або зберегти її як аматорський футбольний клуб. У 2008 році позбавлений професіонального статусу у зв'язку з непроходженням ліцензування.
На даний момент аматорський футзальний клуб.

## Досягнення
- Чемпіонат Миколаївської області
  -  Чемпіон (2): 1991, 1993
  -  Бронзовий призер (1): 1995

- Кубок Миколаївської області
  -  Володар (2): 1992, 1995
  -  Фіналіст (2): 1993, 1994

## Статистика виступів
| Сезон              | Ліга          | Місце | І  | В  | Н  | П  | ЗМ | ПМ | О  | Кубок                         | Примітки                                 |
| ------------------ | ------------- | ----- | -- | -- | -- | -- | -- | -- | -- | ----------------------------- | ---------------------------------------- |
| Аматорський рівень |               |       |    |    |    |    |    |    |    |                               |                                          |
| 1991               | КФК 3-тя зона | 13    | 28 | 7  | 5  | 16 | 32 | 46 | 21 |                               |                                          |
| 1992/93            | КФК 6-та зона | 4     | 26 | 15 | 6  | 5  | 40 | 24 | 36 |                               |                                          |
| 1993/94            | КФК 6-та зона | 6     | 32 | 16 | 7  | 9  | 36 | 40 | 39 |                               |                                          |
| 1994/95            | КФК 6-та зона | 2     | 32 | 22 | 3  | 7  | 52 | 33 | 69 |                               | Перехід в професіонали[5]                |
| Професійний рівень |               |       |    |    |    |    |    |    |    |                               |                                          |
| 1995/96            | ІІ Гр. «А»    | 16    | 40 | 12 | 7  | 21 | 34 | 67 | 43 | 1/64 фіналу                   |                                          |
| 1996/97            | ІІ Гр. «Б»    | 12    | 32 | 9  | 12 | 11 | 25 | 33 | 39 | 1/64 фіналу                   |                                          |
| 1997/98            | ІІ Гр. «Б»    | 5     | 32 | 13 | 6  | 13 | 33 | 41 | 45 | 1/128 фіналу                  |                                          |
| 1998/99            | ІІ Гр. «Б»    | 6     | 26 | 11 | 4  | 11 | 25 | 31 | 37 | 1/128 фіналу                  |                                          |
| 1999/00            | ІІ Гр. «Б»    | 13    | 26 | 5  | 5  | 16 | 19 | 34 | 20 | 1/16 фіналу Кубку другої ліги |                                          |
| 2000/01            | ІІ Гр. «Б»    | 9     | 28 | 10 | 4  | 14 | 21 | 33 | 34 | 1/8 фіналу Кубку другої ліги  |                                          |
| 2001/02            | ІІ Гр. «Б»    | 14    | 34 | 9  | 11 | 14 | 28 | 41 | 38 | 1-ий раунд                    |                                          |
| 2002/03            | ІІ Гр. «Б»    | 8     | 30 | 12 | 4  | 14 | 41 | 41 | 40 | 1/32 фіналу                   |                                          |
| 2003/04            | ІІ Гр. «Б»    | 7     | 30 | 12 | 5  | 13 | 34 | 41 | 41 | 1/32 фіналу                   |                                          |
| 2004/05            | ІІ Гр. «Б»    | 14    | 26 | 1  | 8  | 17 | 7  | 32 | 11 | 1/32 фіналу                   |                                          |
| 2005/06            | ІІ Гр. «Б»    | 12    | 28 | 6  | 8  | 14 | 29 | 45 | 26 | 1/32 фіналу                   | Перейменований[6]                        |
| 2006/07            | ІІ Гр. «А»    | 9     | 28 | 10 | 7  | 11 | 33 | 30 | 37 | Не брав участі                |                                          |
| 2007/08            | ІІ Гр. «А»    | 12    | 30 | 7  | 9  | 14 | 22 | 47 | 30 | 1/64 фіналу                   | Розформований після закінчення сезону[7] |

## Символіка
У гербі використана емблема футболу — м'яч, який став ядром атома.

## Відомі гравці
- Сергій Бєліков
- Олександр Волчков
- В'ячеслав Куянов
- Олександр Тарасенко
- Олександр Олексієнко

## Відомі тренери
- ??.????—09.1995: Володимир Ясуник
- 09.1995—11.1995: Микулишин
- 04.1996—10.2001: Валерій Мазур
- 10.2001—06.2004: Юрій Бойко
- 07.2004—10.2004: Анатолій Ставка
- 04.2005—05.2005: Володимир Уткін
- 06.2005: Олег Недяк (в. о. 1 матч)
- 06.2005—07.2005: Аркадій Чунихін (в. о. 2 матчі)
- 08.2005—11.2005: Микола Литвин
- 03.2006—??.????: Володимир Нечаєв[8] 05.2007 ще він